# TVR
TVR je britanska manufaktura sportskih automobila koju je 1946. godine osnovao Trevor Wilkinson, koji je bio i vlasnik do 1962. Ime tvrtke dolazi od osnivačevog imena, TreVoR. Tvrtku je 2004. kupio Nikolay Smolensky, 24-godišnji ruski milijunaš. 

## Povijest

### Trevor Wilkinson
Trevor Wilkinson je 1946. u 21. godini otvorio radionicu za popravak automobila. Godinu poslije je napravio svoj vlastiti automobil samo za sebe. Njegov potencijal je prepoznao Jack Picard te su osnovali tvrtku TVR Engineering. Prvi automobil su proizveli 1949., a to je bio sportski kupe. Tek su 1954. proizveli automobil spreman za prodaju i nazvali ga Grantura. Automobil je pokretao Fordov motor od 100 KS, a velika većina je prodana na domaćem britanskom tržištu. 

### Martin Lilley
1962. Wilkinson prodaje svoju tvrtku Amerikancu Jacku Griffithu, no on ju prodaje već 1965. Martinu Lilleyu. Najznačajniji automobil njegova vremena je Tuscan.

### Peter Wheeler
1980. TVR kupuje Peter Wheeler, kemičar po zanimanju i strastveni obožavatelj TVR-a. Prvo što je napravio bila je zamjena V6 turbo motora s V8 motorima iz Rovera. Početkom 90-ih godina TVR se prebacuje na izradu vlastitog V8 motora, namijenjen novim modelima Cerbera i Tuscan. Usporedno s rastom broja modela rastao je i broj prodanih automobila. Rane 2000.-e godine bile su najuspješnije za TVR.

#### Modeli
- TVR Chimaera
- TVR Cerbera
- TVR Griffith
- TVR Sagaris
- TVR T350
- TVR Tamora
- TVR Tuscan
- TVR Typhon

### Nikolay Smolensky
U srpnju 2004. TVR kupuje mladi ruski poduzetnik Nikolay Smolensky za 15 milijuna funti sterlinga. No ubrzo zbog neobjašnjivih problema proizvodnja je pala s 12 primjeraka tjedno na svega 3 te je Smolensky otpustio 300 radnika. Kasnije te godine, Smolensky je prekinuo proizvodnju i zatvorio tvornicu te rekao da će na mjestu tvornice graditi luksuzne stambene objekte. U listopadu 2006. proizvodnja se trebala preseliti u Torino u Italiji, no protiv toga su prosvjedovali i radnici i vlasnici TVR-ovih automobila, pa i cjelokupna bitanska javnost. U znak prosvjeda protiv te odluke u Londonu se skupilo nekoliko tisuća vlasnika TVR-ovih automobila. U prosincu iste godine TVR je podijeljen na nekoliko dijelova: TVR Motors koji ima licencu na ime TVR, TVR Power koji ima pravo na proizvodnju dijelova i motora i Blackpool Automotive koji ima prava na tvornicu. Kasnije tog mjeseca Smolensky prodaje TVR, da bi ga samo nekoliko mjeseci poslije ponovno kupio. U srpnju 2008. najavio je ponovno pokretanje proizvodnje, no do kraja iste godine to se nije ostvarilo.